# Brut y Brenhinedd
Brut y Brenhinedd (español: Crónica de los Reyes) es una colección de diferentes versiones en galés medio de la obra de Godofredo de Monmouth Historia Regum Britanniae. Cerca de 60 copias han sobrevivido el paso del tiempo. La copia más antigua que se conoce data de mediados del siglo XIII. Las adaptaciones de la Historia de Godofredo de Monmouth fueron muy populares en Europa occidental durante la Edad Media, pero el Brut ejerció una influencia importante en el Gales medieval, donde se lo consideró como una narración verosímil de la historia antigua de los britanos celtas.

## LaHistoriade Monmouth yBrut y Brenhinedd
La Historia Regum Britanniae de Godofredo de Monmouth, que se habría completado alrededor del año 1139, narra la historia de los reyes legendarios de Bretaña, desde el fundador epónimo Bruto de Troya hasta Cadwaladr, el último en la línea. En su crónica, Godofredo declara que su narrativa está basada en  "un cierto libro muy antiguo" escrito en britannicus sermo (la "lengua britónica", por ej.: britónico común, galés, córnico o bretón) que había recibido en manos de Walter de Oxford. Se convirtió en una de las obras más populares de su tiempo en Europa occidental, pero su impacto fue mayor y más duradero en Gales, donde la Historia se aceptó como un trabajo serio, veraz y auténtico. Varias traducciones al galés son prueba de la popularidad de la narrativa de Monmouth. La más antigua de la que se tiene constancia data del siglo XIII. Prácticamente todas las traducciones llevan el título de Brut y Brenhinedd. La historia manuscrita de estos textos es rica y larga, con varias traducciones y redacciones que se fueron sucediendo.
Las traducciones al galés no son traducciones directas en el sentido moderno del término. No obstante, son bastante fieles al texto original en latín, con apenas algunos comentarios o material adicional de tradición barda (cyfarwydd) en el apéndice. Asimismo, varios manuscritos contienen una versión del cuento  Lludd y Llefelys que forma parte del segmento sobre Lludd Llaw Eraint; la presencia o ausencia de este cuento se ha utilizado como criterio para clasificar las versiones más antiguas del Brut. Los traductores galeses corrigieron o adaptaron los nombres personales y los motes que aparecen en la obra de Godofredo, basándose en la tradición nativa. El "Hely" de Godofredo, por ejemplo, se sustituyó por Beli Mawr, una figura ancestral que también aparece en Branwen ferch Llŷr y en otras obras literarias escritas en galés medio.

## Versiones
Hay aproximadamente 60 testimonios de la traducción de Brut al galés en los manuscritos. Brynley F. Roberts, quien cita a J.J. Parry y su propio análisis textual, sitúa a todas las versiones existentes en seis grupos: 1) MS. Dingestow, 2) Peniarth 44, 3) Llanstephan 1, 4) Peniarth 21, 5) Cotton Cleopatra B. v, y 6) the Brut Tysilio.

### sigloXIII
- 1. El Brut en la Biblioteca Nacional de Gales (NLW), MS. Llanstephan 1 (mediados del siglo XIII), es una traducción bastante fidedigna de la Historia de Godofredo de Monmouth.
- 2. El Brut en la NLW, MS. Peniarth (mediados del siglo XIII). Este texto se resume bastante hacia el final, omitiendo la profecía de Merlín alegando que carece de credibilidad. Sin embargo, se caracteriza por ser el primer Brut que incorpora el cuento Lludd and Llefelys.
- 3. Brut Dingestow (finales del siglo XIII), actualmente en MS. Aberystwyth, NLW 5266, habría formado parte del MS. 6 de la colección de la corte de Dingestow, y podría tener su origen en Gwynedd. Este texto también es una traducción bastante fidedigna, apoyada por la consulta del MS. Llanstephan 1.

De estos tres textos, MS. Llanstephan 1 y Brut Dingestow sirvieron de base para las copias testimoniales halladas en otros manuscritos del siglo XIII en adelante, como el MS Mostyn 117 y MS. Peniarth 16 NLW.

### sigloXIV

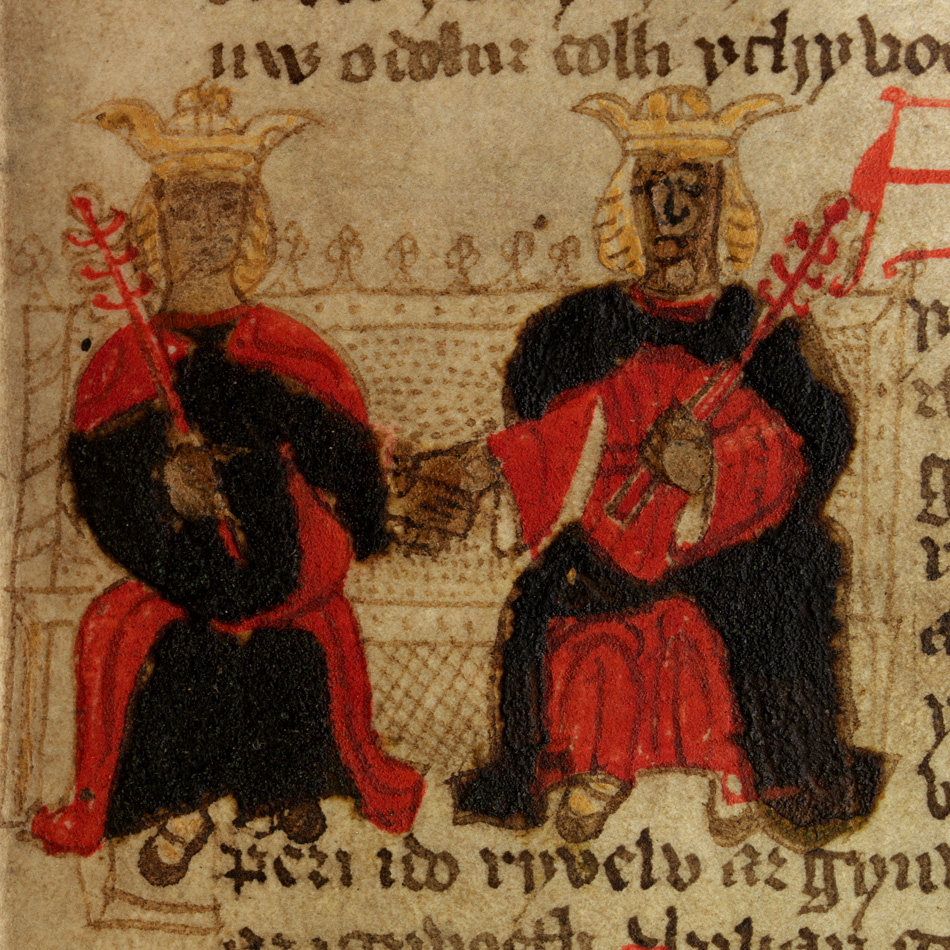
Una ilustración del MS. Peniarth 23(f.18), Morgan y Cunedda.

- Composición del Libro rojo de Hergest. Una versión revisada, probablemente del sur de Gales. Es una copia de la versión de Dingestow hasta el final de la profecía de Merlín y luego continúa con la versión de Llanstephan 1.[9] Esta versión híbrida, copiada en varios manuscritos, es más conocida por el texto Llyfr Coch Hergest o Libro rojo de Hergest. En casi todos los manuscritos le precede Ystorya Dared, una traducción al galés de De Excidio Troiae atribuida a Dares Frigio, y le sigue Brut y Tywysogion. De este modo, el texto se convierte en la pieza central de una historia que comienza con la guerra de Troya y culmina con la narración de una serie de eventos que son contemporáneos al autor. Al parecer,Ystorya Dared, que no existe fuera de los manuscritos, se compuso especialmente para servir de prólogo.
- 4. El Brut en MS. Peniarth 23 (NLW) y otros, una copia bastante leal a la Historia de Godofredo de Monmouth.
- 5. El Brut en BL Cotton Cleopatra B. v, NLW MS. 7006 (Libro negro de Basingwerk) y otros, pudo haber circulado por el noreste de Gales. Es una versión menos literal y más ornamentada que las anteriores e incorpora material externo, especialmente del Roman de Brut de Wace (una obra escrita en lengua normanda que a su vez está basada en la Historia de Godofredo) y una cronología latina. Aparece entre Ystorya Dared y Brenhinoedd y Saeson (Reyes de los Ingleses), una versión del Brut y Tywysogyon que incorpora material de las crónicas anglosajonas. Los manuscritos también incluyen una versión resumida del cuento Lludd and Llefelys. Este Brut es la versión que se utiliza para la compilación de material histórico galés atribuido al poeta de finales del siglo XV Gutun Owain, así como para el Brut Tysilio.

### sigloXIVoXV
- 6. Brut Tysilio. MS. 28 Oxford, Jesus College, una transcripción del MS. 61 de Jesus College (siglo XIV o XV) hecha por Hugh Jones en 1695.[10]

## Brut Tysilioy la presunta fuente britana de Monmouth
La versión conocida como Brut Tysilio, atribuida al santo galés del siglo VII Tysilio, se volvió más conocida cuando el texto se publicó en The Myvyrian Archaiology of Wales, una colección de literatura galesa que fue importante en su época pero cuya credibilidad ha sido cuestionada por la participación del anticuario falsificador Iolo Morganwg entre 1801 y 1807. Los editores no creyeron que el autor fuera Tysilio y solo usaron el título para diferenciar el texto de otras versiones galesas de Brut tituladas Brut Gruffudd ap Arthur (la crónica de Godofredo, hijo de Arturo, un nombre alternativo de Godofredo de Monmouth). Una traducción al inglés de Brut Tysilio llevada a cabo por Peter Roberts se publicó en 1811. Por su parte, San Marte tradujo la versión inglesa de Roberts al alemán en 1854, poniéndola al alcance de los no entendidos en la materia.
Al final de Brut Tysilio aparece un membrete atribuido a Walter, archidiácono de Oxford, en el que dice: "Yo […] traduje este libro del galés al latín y a mi avanzada edad lo he vuelto a traducir del latín al galés". Esta declaración ha servido para que algunos eruditos clasifiquen a Brut Tysilio como el "libro más antiguo" que Godofredo habría consultado en su traducción de la "lengua britónica". El arqueólogo Flinders Petrie tomó este argumento por válido y defendió en un artículo presentado ante la Royal Society en 1917 que tanto el Brut como la Historia Regum Britanniae derivaron de una hipotética versión del siglo X escrita en bretón y en última instancia de un material de la era romana. Petrie hizo hincapié en la necesidad de llevar a cabo un estudio más profundo.
La mayoría de los estudiosos galeses contemporáneos han determinado que todas las variantes que han sobrevivido derivan de la obra de Godofredo de Monmouth y no a la inversa. Roberts ha demostrado que Brut Tysilio es "una amalgama de versiones", cuya primera parte deriva de Peniarth 44 y la última de un resumen de Cotton Cleopatra. Se ha conservado en manuscritos que datan del año 1500. Roberts sostiene que "un análisis textual de la versión […] muestra que esta es una compilación tardía, cuya esencia no es diferente a la de otras crónicas que se compusieron en el siglo XV".